# Paranemobius
Paranemobius Saussure, 1877 è un genere di insetto ortottero appartenenti alla famiglia Gryllidae. Il genere comprende 2 specie.

## Tassonomia
Il primo esemplare attribuito al genere fu descritto da Henri de Saussure nel 1877, che identificò la specie P. pictus, da lui indicata come 'Pseudonemobius pictus.  Una seconda specie, P. vicinus, è stata descritta da Lucien Chopard nel 1928.
Paranemobius Alfken, 1901 non si riferisce invece a questo genere, ma è sinonimo di Caconemobius.
Il genere Paranemobius comprende le seguenti specie:
- P. pictus
- P. vicinus

## Distribuzione
Le due specie appartenenti al genere sono presenti  nel Subcontinente indiano; P. vicinus nel Kerala, P. pictus nello Sri Lanka, nella regione del Kashmir e negli stati Himachal Pradesh e Uttarakhand.